# National Women’s Football League (Nepal) 2017/18
Die National Women’s Football League 2017/18 war die 16. Spielzeit der nepalesischen Fußballliga der Frauen. Titelverteidiger war Nepal Police Club.

## Teilnehmer
| - Nepal Police Club - Far-western Region - Central Region - Eastern Region | - Nepal APF - Tribhuvan Army Club - Western Region - Mid-western Region |

## Gruppenphase

### Abschlusstabellen
| Pl. | Verein                | Sp. | S | U | N | Tore    | Diff. | Punkte |
| --- | --------------------- | --- | - | - | - | ------- | ----- | ------ |
| 1.  | Nepal Police Club (P) | 3   | 3 | 0 | 0 | 015:300 | +12   | 09     |
| 2.  | Far-western Region    | 3   | 2 | 0 | 1 | 006:200 | +4    | 06     |
| 3.  | Central Region        | 3   | 1 | 0 | 2 | 006:700 | −1    | 03     |
| 4.  | Eastern Region        | 3   | 0 | 0 | 3 | 000:150 | −15   | 0      |

| Zum 3. Spieltag:                 |                                        |
| Qualifikation zu den K.O.-Runden |                                        |
|                                  |                                        |
| Zum Saisonende 2016/17:          |                                        |
| (P)                              | Amtierender Meister: Nepal Police Club |

| Pl. | Verein              | Sp. | S | U | N | Tore    | Diff. | Punkte |
| --- | ------------------- | --- | - | - | - | ------- | ----- | ------ |
| 1.  | Nepal APF           | 3   | 3 | 0 | 0 | 041:000 | +41   | 09     |
| 2.  | Tribhuvan Army Club | 3   | 2 | 0 | 1 | 024:100 | +23   | 06     |
| 3.  | Western Region      | 3   | 1 | 0 | 2 | 002:260 | −24   | 03     |
| 4.  | Mid-western Region  | 3   | 0 | 0 | 3 | 000:400 | −40   | 0      |

| Zum 3. Spieltag:                 |  |
| Qualifikation zu den K.O.-Runden |  |
|                                  |  |

## K.O.-Runde

### Halbfinale
|                     | Ergebnis |                    |
| ------------------- | -------- | ------------------ |
| Tribhuvan Army Club | 1:4      | Nepal Police Club  |
| Nepal APF           | 9:0      | Far-western Region |

### Spiel um Platz 3.
|                     | Ergebnis |                    |
| ------------------- | -------- | ------------------ |
| Trbihuvan Army Club | 7:0      | Far-western Region |

### Finale
|           | Ergebnis |                   |
| --------- | -------- | ----------------- |
| Nepal APF | 3:1      | Nepal Police Club |